# Ernst Casimir (Nassau-Dietz)

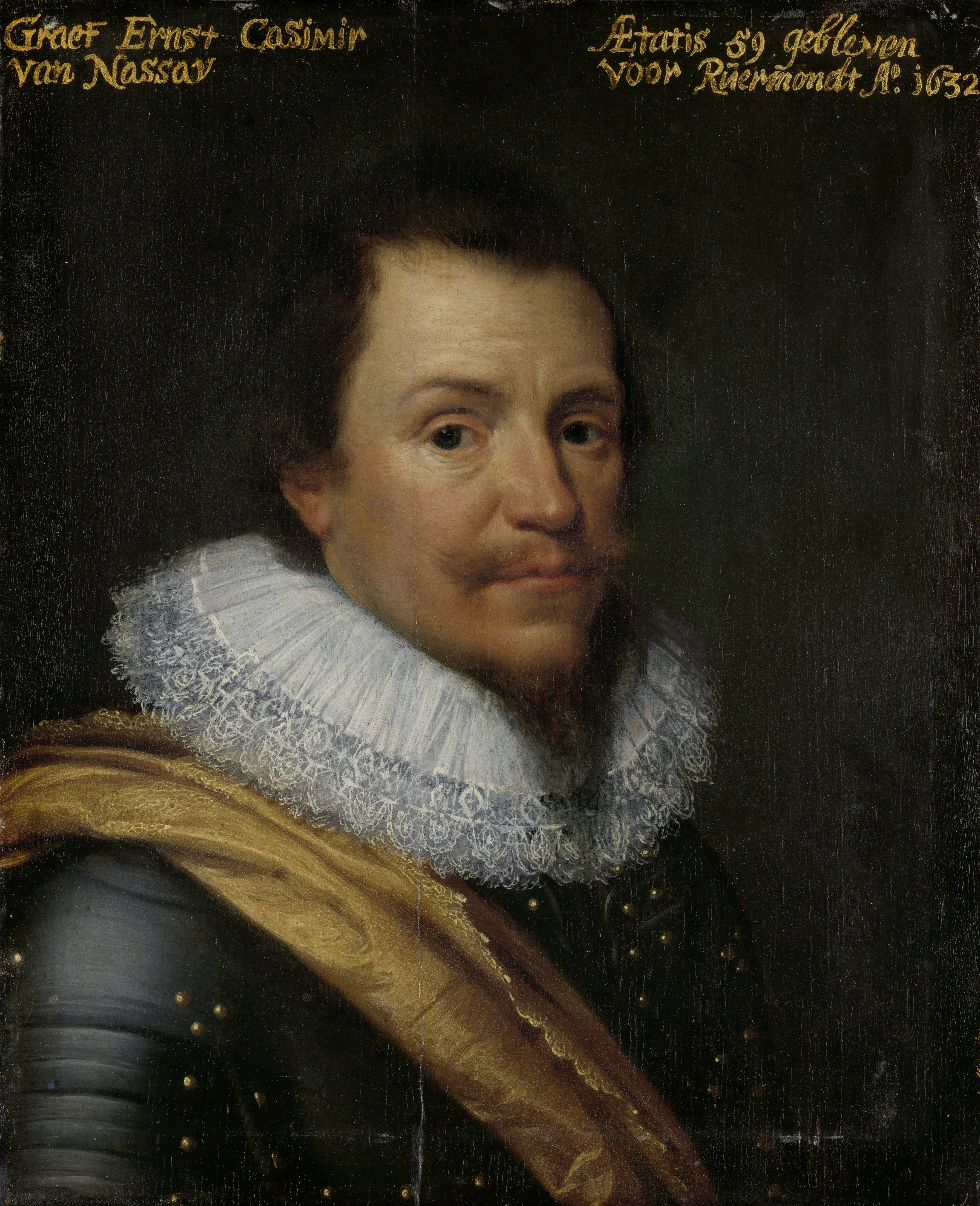
Werkstatt von Michiel van Mierevelt, Graf Ernst Casimir von Nassau-Dietz, 1623–1633, Rijksmuseum Amsterdam

Ernst Casimir von Nassau-Dietz (* 22. Dezember 1573 in Dillenburg; † 2. Juni 1632 in Roermond) war Graf von Nassau-Dietz von 1607 bis 1632 und Statthalter von Friesland, Groningen und Drenthe.

## Leben
Ernst Casimir war der fünfte Sohn von Graf Johann VI. von Nassau-Dillenburg und von Landgräfin Elisabeth von Leuchtenberg. Als der Vater 1606 starb, teilten sich seine zahlreichen Söhne die Grafschaften Dillenburg, Katzenelnbogen, Dietz, Siegen, Hadamar und Beilstein untereinander auf. Ernst Casimir erhielt am 30. März 1607 den Titel eines Grafen von Nassau-Dietz.
Als sein ältester Bruder Wilhelm Ludwig im Jahre 1620 im Alter von 60 Jahren starb, übernahm er dessen Amt als Statthalter von Friesland. Fünf Jahre später erhielt er auch noch die Statthalterschaft über Groningen und Drenthe und behielt alle seine Ämter bis zu seinem Tod im Jahre 1632. Seit seiner Volljährigkeit im Jahr 1594 nahm Ernst Casimir an den Kämpfen der Niederlande gegen die Spanier teil und wurde zum Obristen eines deutschen Regiments ernannt. In der Schlacht von Nieuwpoort im Jahr 1600 erlitt er eine Niederlage, brachte es aber später bis zum Feldmarschall der staatischen Armee. Mit seinem Cousin Friedrich Heinrich von Oranien nahm er 1632 am Feldzug zur Befreiung Maastrichts teil, wobei er bei der Belagerung Roermonds den Tod fand. 

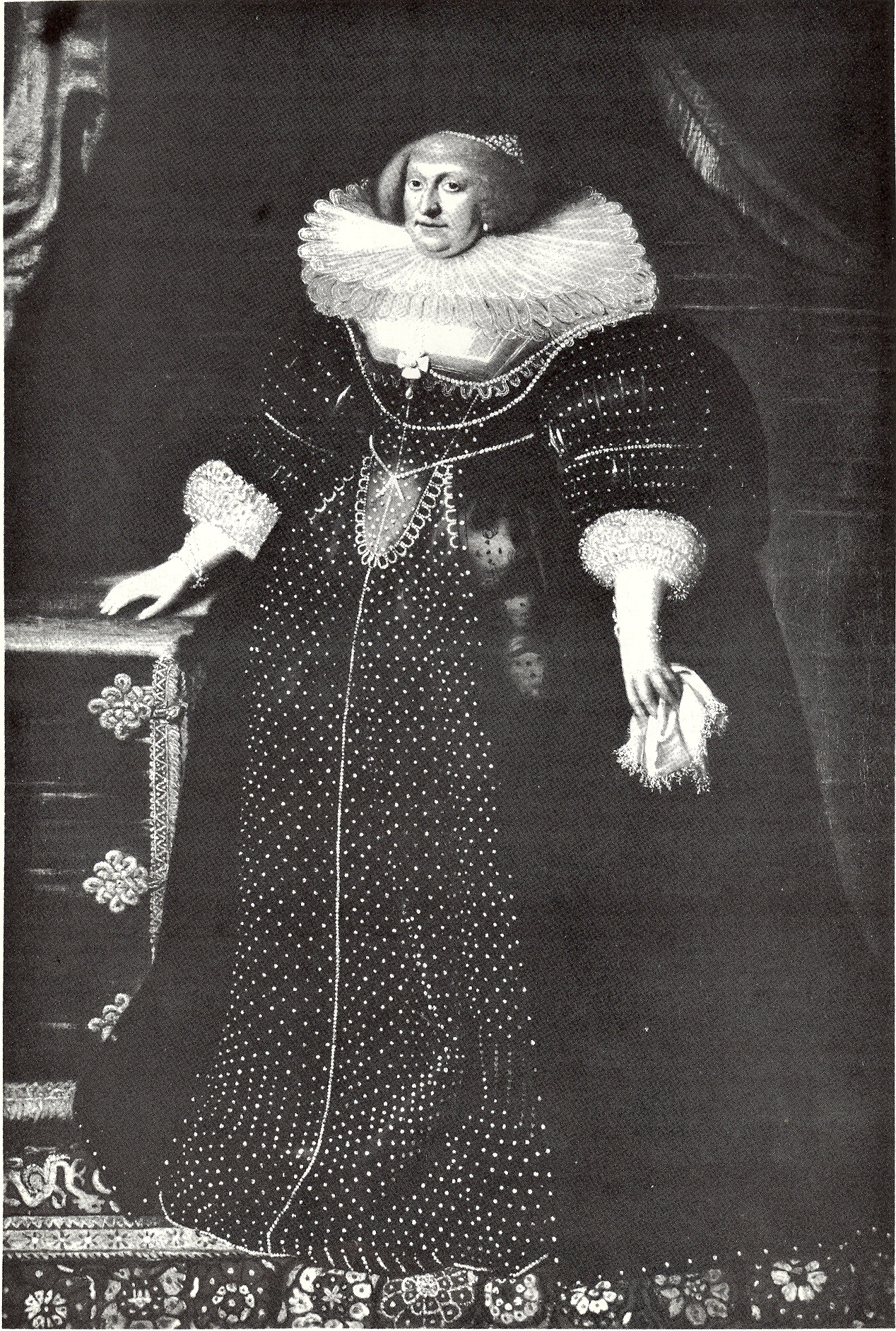
Prinzessin Sophie Hedwig von Braunschweig-Wolfenbüttel

Am 8. Juni 1607 hatte Ernst Casimir die Herzogin Sophie Hedwig von Braunschweig-Wolfenbüttel (1592–1642) geheiratet. Mit ihr hatte er mehrere Kinder, von denen allerdings nur zwei Söhne das Erwachsenenalter erreichten. Der Älteste war Heinrich Casimir I. (1612–1640), der seinem Vater offiziell am 2. Juni 1632 als Graf von Nassau-Dietz und als Statthalter von Friesland, Groningen und Drenthe nachfolgte. Der jüngere Sohn Wilhelm Friedrich (1613–1664) wurde 1652 Fürst von Nassau-Dietz und übernahm von seinem verstorbenen Bruder im Jahre 1640 die Statthalterschaften. Er ist der direkte Vorfahr aller Könige und regierenden Königinnen der Niederlande.